# Waco (Nebraska)
Waco é uma vila localizada no estado americano de Nebraska, no Condado de York.

## Demografia
Segundo o censo americano de 2000, a sua população era de 256 habitantes.
Em 2006, foi estimada uma população de 263, um aumento de 7 (2.7%).

## Geografia
De acordo com o United States Census Bureau, a localidade tem uma área de 0,6 km², sem área coberta por água. Waco localiza-se a aproximadamente 494 m acima do nível do mar.

## Localidades na vizinhança
O diagrama seguinte representa as localidades num raio de 20 km ao redor de Waco.